# ایتا (ریو گراند دو نورته)
ایتا (به پرتغالی: Itaú) یک منطقهٔ مسکونی در برزیل است که در ریو گرانده شمالی واقع شده‌است. ایتا ۵٬۸۹۷ نفر جمعیت دارد.